# Via Mezzocannone
Via Mezzocannone è una strada di Napoli che, nel quartiere Porto, collega Piazzetta Nilo e Piazza San Domenico a Corso Umberto. È lunga circa 450 metri.

## Etimologia
Il nome risale ad una fontana situata a circa la metà della sua lunghezza (nei pressi di via Sedile di Porto), fatta costruire nel secolo XV dal Re di Napoli e duca di Calabria Alfonso II.
Questa fontana in piperno, addossata al muro per l'abbeveramento dei cavalli, era dotata di un tubo (in napoletano cannola o cannone) estremamente corto (da qui mezzo) e rappresentava un personaggio regale in atteggiamento impacciato (al punto che "'o Rre 'e Miezocannone" divenne un appellativo per denotare un portamento ridicolo o particolare goffaggine), probabilmente proprio Alfonso II. La fontana fu smembrata per l'ampliamento della strada e i suoi resti, conservati in un deposito comunale, andarono successivamente dispersi.
Una parte di essi è stato ritrovato negli anni settanta da Giancarlo Alisio, in una bottega di antiquariato: una tarsia quadrata in marmo con l'iscrizione ad Alfonso II e una testa di medusa da cui doveva fuoriuscire il mezzocannone, analogamente ad un'altra fontana, la perduta fontana dei Serpi, presso la scomparsa via del Pendino.
Un'altra etimologia fa risalire il nome ad un'unità di misura della portata d'acqua della fontana. All'epoca erano in uso come unità di misura della portata d'acqua la canna e il cannone, e la fontana aveva appunto la portata di mezzo cannone.

## Storia

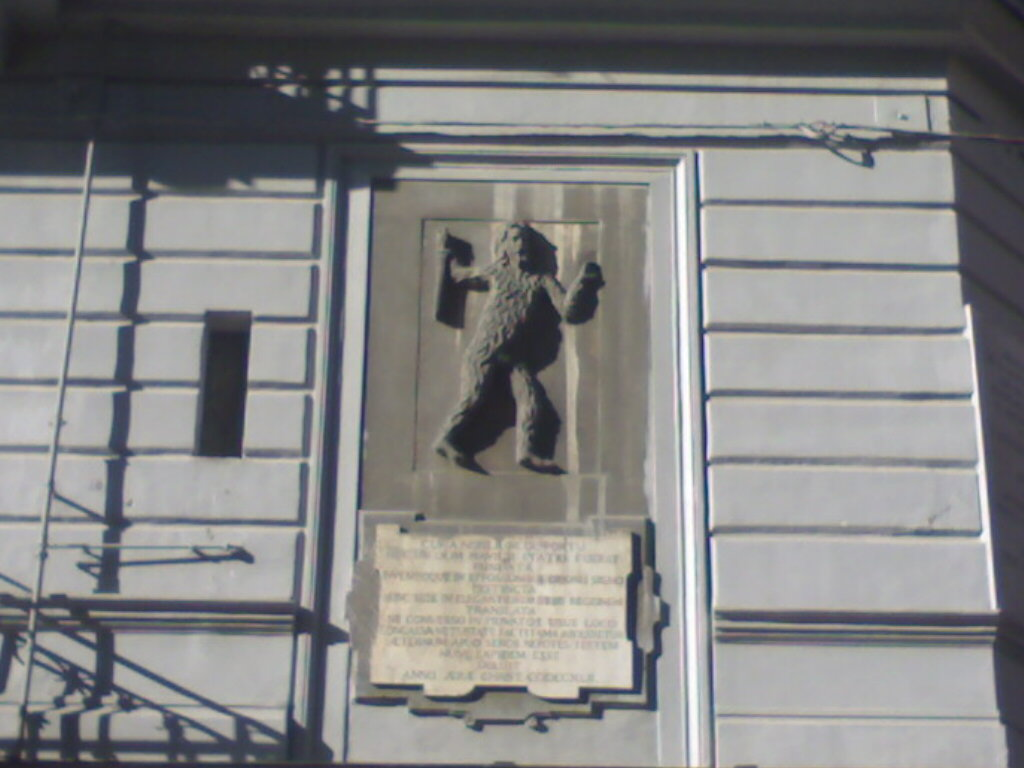
L'"uomo villoso" di via Mezzocannone.

Il tracciato originario della strada ricalcava, in parte, l’antico canalone creatosi fra due cinte murarie della città nelle vicinanze della cosiddetta Porta Ventosa o Licinia.Prima del Risanamento, la strada, all'epoca molto più stretta, era popolata di tintori, che, lavorando nelle loro botteghe, lasciavano colare verso il fondo della via le loro miscele, rendendola impraticabile. Salvatore Di Giacomo definì il «budello di Mezzocannone» «un lurido intestino napoletano».
Presso quello che prima delle opere del Risanamento si chiamava Vicolo Mezzocannone (quasi a testimoniare l'angustia e il degrado tipici della strada) si trovava la famosa fontana omonima.
Già in epoca angioina, inoltre, intorno alla strada erano sorti innumerevoli palazzi nobiliari, circondati da giardini e fontane. In particolare, sul lato destro della strada, all'inizio della Rampe della Chiesa di San Giovanni Maggiore (tuttora esistente) sorgeva il Palazzo di Fabrizio Colonna, risalente al XV secolo.
In seguito al Risanamento la strada fu ampliata per collegare il decumano inferiore (e dunque tutta la zona alta della città) con le aree di bonifica.
Nella parte centrale della via, tutti gli edifici furono distrutti per la costruzione, sul lato destro, degli edifici universitari, e, su quello sinistro, per l'ampliamento della strada e la costruzione di civili abitazioni. All'interno di questi nuovi edifici umbertini sopravvivono tuttavia alcune testimonianze delle precedenti edificazioni: il Bassorilievo di Orione, simbolo dell'antico Sedile di Porto, popolarmente noto come Niccolò Pesce, in uno degli edifici sulla sinistra; il portale del Palazzo Colonna, inglobato nell'edificio universitario sede della Facoltà di Scienze Naturali, a destra della strada.
Alla fine di via Mezzocannone, nei pressi di Piazzetta Nilo, sopravvissero al Risanamento i conventi del Gesù Vecchio e Donnaromita, abbattuti successivamente per ampliare l'ultimo tratto della via, nell'ambito di una più generale ristrutturazione degli edifici universitari; come pure fu tagliata una campata del settecentesco palazzo di Sangro di Casacalenda cancellando ciò che restava della chiesa di Santa Maria della Rotonda su cui il palazzo fu costruito. Sempre sul fianco destro della strada si trova una grossa struttura muraria corrispondente alla Chiesa di San Girolamo delle Monache, distrutta dai bombardamenti durante il II conflitto mondiale.

## Via Mezzocannone oggi
Con la costruzione dei nuovi grandi edifici universitari, via Mezzocannone è diventata il centro della vita universitaria e, più generalmente, studentesca del capoluogo campano. Ha sede in via Mezzocannone, infatti, la prima università di Napoli, all'interno della quale sono situati antichi musei di scienze biologiche e naturali e soprattutto la Biblioteca Universitaria Statale, che consta di oltre 1.200.000 volumi e di circa 18.000 periodici.
Attorno all'università ruotano oggi anche tutte le attività della via, che appare percorsa da librerie, tipografie e case editrici storiche come "De Frede" fondata alla fine dell'Ottocento, copisterie, cartolerie, bar e locali caratteristici (nella traversa "Rampe San Giovanni Maggiore", ad esempio, ancora oggi v'è il locale "La chitarra" aperto nel 1991 dal cantante e chitarrista napoletano Egisto Sarnelli).